# Frederik Fabricius-Bjerre
Frederik Geert Fabricius-Bjerre (9. januar 1903 i København – 15. januar 1984) var en dansk matematiker og professor ved Polyteknisk Læreanstalt.
Han blev student fra Schneekloths Skole i 1920 og gav sig herefter i kast med matematisk-naturvidenskabelige studier ved Københavns Universitet. Disse studier blev afsluttet i 1925 med en magisterkonferens i matematik. I 1929 modtog han universitetets guldmedalje for besvarelse af en prisopgave, og i 1934 erhvervede han doktorgraden (dr. phil.) med disputatsen Differentialgeometriske Undersøgelser af torsionsfri Flader beliggende i Rum med konstant Krumning. 1940 blev han lektor ved Københavns Universitet.
Fabricius-Bjerre blev udnævnt til professor i geometri ved Polyteknisk Læreanstalt i 1942 og virkede her som en højt anset professor frem til pensionering i 1972. Han udarbejdede lærebøger til undervisningen i geometri med høje pædagogiske og faglige kvaliteter, og han var kendt som en yderst elegant og meget imødekommende forelæser.
Frederik Fabricius-Bjerre var formand for Dansk Matematisk Forening i perioden 1951-54 og blev æresmedlem af foreningen 1973. Han var Ridder af Dannebrog af 1. grad.